# Thomas Francis Meagher
Pour les articles homonymes, voir Meagher.

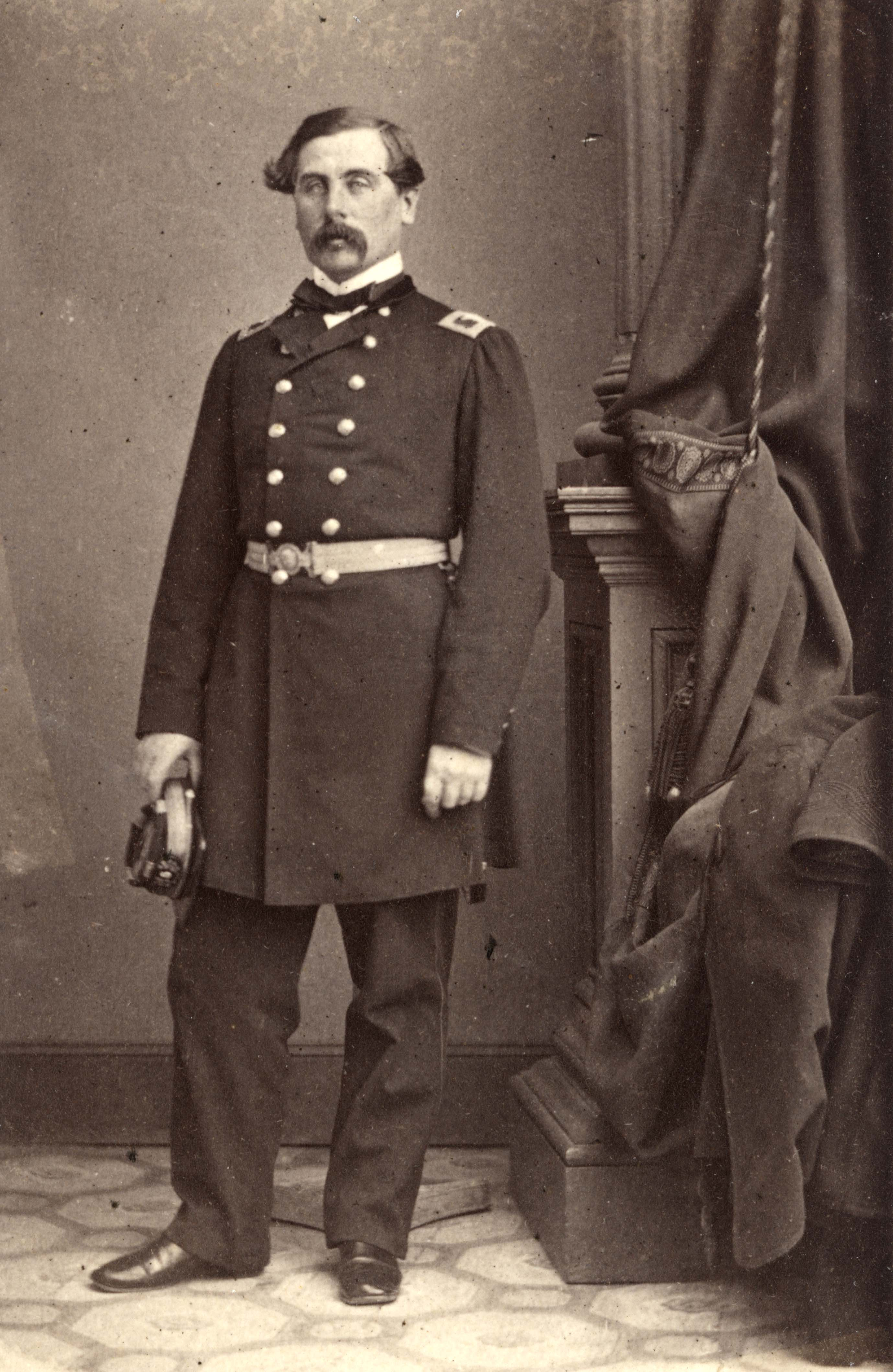
Thomas Francis Meagher

Thomas Francis Meagher (3 août 1823 – 1er juillet 1867) est un révolutionnaire irlandais, qui sert dans l'armée américaine comme brigadier général pendant la Guerre de Sécession.